# 油脂工業
油脂工業（ゆしこうぎょう）とは、油脂や蝋を採取・精製・加工して、様々な製品を生産する化学工業の1つ。
大きく分けると、油糧などから油脂・蝋を生産する油脂製造工業と油脂・蝋を原料として加工を施して製品化する油脂加工工業に分けることが出来る。
日本では古代から油の生産が行われていたことが知られ、『延喜式』に菜種油・荏胡麻油の製法と献上について触れられている。中世には大山崎油座のように油の生産・流通を扱う座が存在した。近世に入ると、綿実油・魚油などの生産も盛んに行われるようになり、食用・灯火用に用いられた。明治に入ると、1873年に石鹸の工業生産が開始され、1883年には四日市製油所でイギリス製の水圧式圧搾機が導入されて、以後人力や水車に代わって機械による圧搾が主流となる。また、大豆油・椰子油などの生産も開始された。また石鹸以外にも硬化油・脂肪酸・グリセリンなどの加工製品が作られ、特にグリゼリンは爆薬原料として太平洋戦争期にかけて軍需としての生産が強化された。また、戦後には食生活の変化に伴ってマーガリンなどの生産も盛んに行われるようになった。